# بازاریابی فرز
بازاریابی چابک، چالاک، فرز یا سریع (به انگلیسی: Agile marketing) رویکردی جدید در بازاریابی است که در آن بازاریابان الگوی فرایند اسکرام را دنبال می‌کنند، که این فرایند برای افزایش هماهنگی اهداف کسب و کار سازمان و کارکنان فروش و نیز برای بهبود ارتباطات در داخل و خارج تیم بازاریابی و افزایش سرعت پاسخگویی در بازاریابی طراحی شده‌است. رویکرد چابک در زمینه بازاریابی، به معنای استفاده از داده‌ها و تجزیه و تحلیل آن‌ها است تا به‌طور مداوم فرصت‌های مناسب یا راه حل‌هایی برای مشکلات در زمان واقعی، تست سریع، ارزیابی نتایج و تکرار سریع موفقیت‌های قبلی را فراهم کند. در مقیاس یک سازمان، بازاریابی چابک با عملکرد بالا می‌تواند صدها کمپین را به‌طور همزمان و چندین ایده جدید را هر هفته اجرا کند. چابکی به معنای توانایی پاسخگویی و واکنش سریع و موفق به تغییرات محیط خارجی یک سازمان است و از این رو بازاریابی چابک روشی را با یک رویکرد انعطاف‌پذیر تر نسبت به سایر روش‌ها وضع می‌کند. در حقیقت بازاریابی چابک فرایند پیدا کردن، آزمایش و اجرای یک سری از پروژه‌های متمرکز مربوط به بازاریابی یک سازمان است. اصطلاح "Agile" به‌طور معمول در دنیای طراحی و توسعه نرم‌افزار مورد استفاده قرار می‌گیرد. یک تیم از توسعه دهندگان نرم افزار اهداف توسعه را برای مدت مشخصی (معمولاً یک هفته) تعیین می‌کند. سپس، هر یک از اعضای تیم بر این عناصر تمرکز می‌کنند. هنگامی که یا زمان تعیین شده پایان یافته یا پروژه کامل شده‌است، برای ارزیابی معیارهای مورد نظر، بررسی انجام می‌شود. بازاریابی چابک از همین روند در زمینه محتوا و تبلیغات استفاده می‌کند. بعضی از پروژه‌های بازاریابی (یعنی کمپین تبلیغاتی، تست صفحه فرود، و غیره) به وظایف مختلف در مرحله برنامه‌ریزی تقسیم می‌شوند. سپس وظایف انجام می‌شود. در نهایت، تیم بررسی و بهبود وظایف خود را براساس تجارب آموخته شده از مرحله قبل انجام می‌دهد. 

## پیدایش بازاریابی چابک
پس از جنگ جهانی صنایع تولیدی و ماشین ژاپن که به اندازه آمریکا صاحب رونق نبودند، درگیر محدودیت‌های بسیاری شدند. بسیاری از کارخانه‌ها مجبور بودند تا به هر شکل بهره‌وری را به خط تولید خود وارد کنند تا بتوانند دوام بیاورند. شرکت تویوتا تا حدودی توانست به شرایط غلبه کند و از طریق سیستم تولید خود (به انگلیسی: Toyota System Production : TPS) بسیاری از مفاهیم سیستم چابک مانند رشد مداوم و کاهش هدررفت و بصری سازی جریان کاری کار خود را توسعه دهد. به کارگیری این مفاهیم کم‌کم سبب شد تا صنعت خودروی ژاپن به عنوان کارآمدترین و بالاترین کیفیت در جهان شناخته شود. شرکت‌های مثل فوجی و هوندا نیز با تغییر سیستم تولید خود و به کارگیری مدیریت چابک توانستند بازده خود را در طولانی مدت چندین برابر کنند. درابتدای قرن ۲۱ برنامه نویسان به این نتیجه رسیدند که برای افزایش بازدهی و استفاده مطلوبتر از زمان در پروژه‌ها روشی جدید را به نام مدیریت چابک در فرایند مدیریت پروژه به کار گیرند. به این شکل که کار را به بخش‌های کوچک تقسیم و بین اعضای تیم با تخصص‌های مربوط تقسیم کنند. پس از نتایج خوب مدیریت چابک در بخش برنامه‌نویسی، بازاریابان هم تصمیم گرفتند تا از این رویکرد در کار خود استفاده کنند و پروژه‌های بزرگ و طولانی را به بخش‌های کوچک و مشخص تقسیم کنند و به این شکل کارایی و اثر بخشی را افزایش دهند.

## تفاوت با سایر روشهای بازاریابی
در بازاریابی چابک تیم همیشه باید آگاه و مطلع از شرایط روز باشد تا بتواند به سرعت خود را با تغییرات هماهنگ کند. در این نوع بازاریابی، تجربه و تلاش اعضای تیم و کارکنان سازمان با هم ترکیب می‌شود و سبب افزایش سرعت و افزایش قابلیت واکنش به تغییرات می‌شود.

## تفاوت مدیریت چابک در بازاریابی و توسعه چابک محصول
- وضع اصول در مقابل توسعه نرم‌افزار
- استراتژی در مقابل اجرای عملیات
- رسیدن به اهداف در مقابل کامل کردن کارها
- همراهی تیم و مدیریت در مقابل عملکرد تیم به تنهایی
- روند بلند مدت در مقابل روند کوتاه مدت [۶]

## اصول بازاریابی چابک
- به رسمیت شناختن فرایند یادگیری به جای نظرات و عقاید شخصی و اصول قراردادی
- همکاری با مشتری به جای مذاکرات در قراردادهای رسمی
- کمپین‌های قابل تکرار و سازگار به جای کمپین‌های بزرگ و کلی
- فرایند کشف نیاز مشتری به جای پیش‌بینی‌های ثابت از نیاز بازار
- رویکرد منعطف به جای رویکرد ثابت در برنامه‌ریزی
- پاسخگویی به تغییرات به جای دنبال کردن یک برنامه از قبل تعیین شده
- کسب تجارب کوچک و متعدد در مقابل پیروی از تعداد محدودی اصل کلی.[۷]

## مراحل بازاریابی چابک
- استراتژی: مرحله اول یک فرایند موفقیت‌آمیز استراتژی است. در ابتدا، ممکن است لازم باشد مشتریان، کانال‌های فروش، اهداف و آنچه باید اتفاق بیفتد تا سازمان را به این اهداف برساند، شناسایی شوند. اما بر خلاف یک برنامه بازاریابی سنتی که ممکن است حتی تا یکسال هم طول بکشد، مرحلهٔ استراتژی در فرایند چالاک بر آنچه که می‌توان در دورهٔ کوتاهتر، دو تا چهار هفته که به منظور دستیابی به اهداف کلی مؤثر است، تمرکز می‌کند. این دوره‌های کوتاه در اصطلاح اسپرینت (به انگلیسی: sprint) نامیده می‌شود. هدف از مرحلهٔ استراتژی مشخص کردن چیزی است که باید در اسپرینت بعدی تست شود تا همچنان مسیر حرکت به سمت هدف ثابت باشد. پس از تلاش لازم در هر اسپرینت می‌توان به مرحله بعد رفت. برای مثال فرض کنیم شرکتی سرویس اشتراکی را به دو شکل ماهیانه و سالیانه ارائه می‌دهد. هدف این است تا مشتریان بیشتری به سمت اشتراک سالیانه سرویس‌ها ترغیب شوند و در آن ثبت نام کنند. قطعاً تا زمانی که یک سری به روز رسانی‌ها و تغییرات در ویژگی‌های وب سایت شرکت انجام نشود نمی‌توان فهمید که چه عواملی بر تشویق مشتریان به سرویس‌های سالانهٔ در مقابل سرویس‌های ماهانه تأثیرگذار است. پس استراتژی که شرکت باید در اسپرینت اتخاذ کند به روز رسانی صفحهٔ قیمت‌ها از طرق مختلف و در یک بازه زمانی کوتاه برای فهمیدن بیشترین عوامل تأثیرگذار بر تصمیمات مشتریان خواهد بود.
- اجرا: پس از مرحله قبلی اکنون شرکت اهداف خود و موارد مورد آزمایش را دراسپرینت می‌داند. اجرا، دومین مرحله از فرایند بازاریابی چابک است، و این زمانی است که کار بر روی استراتژی به پایان رسیده‌است. در مرحلهٔ اجرا، اغلب مفید است که یک جلسه کوتاه روزانه برای کل تیم جهت ارتباط اعضا بر اساس وضعیت وظایف اختصاص داده شده تشکیل شود. در فرایند چابک، این تیم‌ها اسکرام (به انگلیسی: scrum) نامیده می‌شود. در این زمان، جلسهٔ به اصطلاح «سرپایی» کمک می‌کند تا هم در زمان کوتاه برگزار شود هم و تمرکز به جای مدیریت پروژه روی کار قرار گیرد. برای مثال: اکنون که تیم می‌داند که می‌خواهد نحوهٔ تأثیرگذاری تغییرات در صفحهٔ قیمت‌ها بر روی کاربران را بفهمد، می‌تواند اولین تغییرات خود را انجام دهد. تیم موافقت کرده‌است که چیدمان صفحه را از پیش فرض به برنامه‌های سالانه به روزرسانی کند تا ببیند آیا بر روی تعداد کاربران برای انتخاب یک برنامه اشتراک سالانه تأثیر می‌گذارد.
- اندازه‌گیری: مرحله سوم کلید استفاده از دانش به دست آمده‌است. ابتدا باید اطمینان حاصل شود که ابزارهای مناسب پیگیری در دسترس هستند تا داده‌های مورد نیاز سازمان را برای هر چیزی که مد نظر است تست کند. پس از این مرحله نوبت به تجربه و تجزیه و تحلیل داده‌ها و یادگیری و به دست آوردن دانش از داده‌ها می‌شود. در ادامه مثال بالا تغییرات در صفحه قیمت‌گذاری انجام شده‌است و تیم باید با بررسی داده، نحوهٔ ثبت نام‌ها را نظارت کند. برای مثال لازم است ثبت نام‌های ماهیانه در مقابل سالانه به صورت کلی پیگیری شود. با استفاده از ابزارهای بازاریابی مارکتینگ تغییرات ایجاد شده در تصمیمات مشتریان نظارت می‌شود.
- یادگیری: مرحلهٔ نهایی فرایند بازاریابی چابک زمانی است که تیم متوجه شود که آیا همهٔ مراحل قبلی تغییری به وجود آورده یا نه. تیم باید اطلاعاتی را که جمع کرده‌است بررسی کرده و تعیین کند آیا فرضیه‌ها درست است یا خیر. برگزاری یک جلسه برای مرور نتایج و مبادله افکار می‌تواند مفید باشد. باید اطمینان یافت که تمام اعضا در جریان چرایی و چگونگی آنچه رخ داده قرار گرفتند و مستندات یافته‌ها و اسپرینت بعدی و تلاش‌های بازاریابی بعدی باید آماده شود. در ادامهٔ مثال مراحل قبل اکنون که سازمان داده‌های لازم برای چگونگی تغییرات صفحه قیمت‌ها را در جهت افزایش ثبت نام سالیانه به دست آورده‌است، از این داده‌ها برای پیشرفت‌های بعدی و یادگیری در جهت تصمیم‌گیری‌های آگاهانه در آینده و تکرارهای آتی استفاده می‌شود.
- تکرار: زیبایی بازاریابی چابک طبیعت تکراری و بهبود مستمر در آن است. با در نظر گرفتن آنچه از تجربه قبل آموخته شده‌است، تیم می‌تواند به فاز استراتژی بازگشته و آیتم جدیدی را برای آزمایش انتخاب کند. تکرارهای بیشتر تیم، به معنای دانش بیشتری است که به دست می‌آید و تلاش‌های بازاریابی آتی نیز بهتر تنظیم می‌شود. در مثال قبل اکنون که تیم اطلاعات دقیقی دربارهٔ نحوهٔ تأثیر اجرای برنامه‌های سالانه بر ثبت نام دارد، می‌تواند روند را با یک تغییر جدید تکرار کند. برای مثال دادن تخفیف‌های ویژه به مشترکین سالیانه در مثال قبل و آزمایش نتایج جدید به دست آمده.[۸]

## ابزار بازاریابی چابک
ابزار بازاریابی زیادی وجود دارد که به تیم کمک می‌کند اطلاعات بیشتری را که برای بازاریابی چابک نیاز دارد، به دست آورد.
- Google Analytics
- Google Adwords
- سیستم مدیریت ارتباط با مشتری
- ابزار اتوماسیون فروش
- ابزار مدیریت پروژه
- ابزار تست A/B
- ابزار Heat Mapping.[۸]

## فواید بازاریابی چابک
- بهره وری:  اگر چه هیچ مطالعات رسمی در مقایسه  بهره وری در تیم‌های چابک در مقابل تیم بازاریابی غیر چابک انجام نشده، بازاریابانی که از این روش استفاده کرده‌اند افزایش بهره وری را  گزارش کرده‌اند. به هر حال، بهره وری را می‌توان به روش‌های مختلف اندازه‌گیری کرد: سرگذشت تکمیل شده مشتریان، امتیازها و نتایج به دست آمده. از آنجا که که تمام داستان‌های مشتریان (یا وظایف بازاریابی) نیازی به مقادیر مساوی از تلاش ندارند، بسیاری از تیم‌ها امتیاز را برای هر سرگذشت اختصاص میدهند، که نشان دهنده میزان نسبی تلاش در تکمیل این داستان است. بعضی از تیم‌ها به لحاظ نتایج از نظر میزان بهره وری اولویت دارند: بازدیدکنندگان سایت، میزان باز گشت، نرخ پرش و فروش. اندازه‌گیری هر چه که باشد، باید هدف افزایش بهره وری تیم بازاریابی در طول زمان باشد .
- شفافیت: بازاریابی روزمره به مدیریت، فروش و توسعه اجازه می‌دهد تا به وضوح ببینید که بازاریابی چه کار می‌کند. جلسات بازنگری نیز می‌تواند مورد استفاده قرار گیرد تا خلاصه ای از سهم قابل ملاحظه بازاریابی و تلاش‌های تیم را به نمایش بگذارد. جلسات برنامه‌ریزی  نیز به مدیریت، فروش و توسعه اجازه می‌دهد تا به بازاریابی، کارهای محوله و نتایج  ورود کنند. شفافیت نیز به تعامل تیم بازاریابی با مشتریان اشاره دارد. بازاریابی چابک، تیم‌های بازاریابی را تشویق می‌کند تا با مشتریان خود ارتباط برقرار کنند، و درجه ای از صادق بودن و شایستگی بازاریابی سنتی را ارائه دهند.
- اولویت بندی: جلسات برنامه‌ریزی چابک نیازمند به اولویت بندی خواسته ذینفعان  می‌باشد و آن‌ها می‌توانند منابع موجود را ببیند و دربارهٔ نحوه گسترش  و استفاده بهتر آن‌ها صحبت کنند.
- اندازه گیری: یکی از ارزش‌های کلیدی بازاریابی چابک اندازه‌گیری و پاسخگویی است. تیم‌های بازاریابی چابک آزمایش‌های کوچکی را انجام می‌دهند، نتایج را اندازه‌گیری می‌کنند و در طول زمان بر روی اینکه چه چیزی جواب میدهد سرمایه‌گذاری می‌کنند. این تأکید بر اندازه گیری، قابلیت بازاریابی را برای برقراری ارتباط با اهداف آن بهبود می‌بخشد.
- رضایت مشتری: به دلیل تغییر سریع نیازهای مشتری و اینکه مشتریان در فرایند بازاریابی چابک می‌توانند به اطلاعات صادقانه و روشن دسترسی داشته باشند، می‌تواند منجر به  افزایش رضایت آن‌ها بشود .
- رقابت پذیری: افزایش رقابتی شدن بازار و اولویت بندی نیازهای مشتری واندازه‌گیری تأثیرات بازار و قطع روش‌هایی که بی تأثیر هستند و افزایش رضایتمندی مشتری سبب بهبود جایگاه رقابتی سازمان خواهد شد .
- بهبود ارتباطات داخلی  : بهبود ارتباطات میان اعضای تیم اسکرام و اینکه هر فرد میداند بقیه اعضا چه کار میکنند.
- توانایی انطباق با تغییرات : این مساله ناشی از ماهیت کوتاه مدت بودن دوره‌های اسپرینت است که فرصتی برای تنظیم تمرکز بازاریابی برای پاسخ دادن به شرایط در حال تغییر بازاریابی است.
- مفید بودن برای کسب و کار به دلیل جدید بودن رویکرد.
- سرگرم‌کننده بودن: جمع شدن هر روز برای صحبت در مورد آنچه هر فرد در حال کار بر روی آن است و به اشتراک گذاری چالش‌ها تیم را به سرعت به سمت ایجاد انسجام هدایت می‌کند.  احترام به دیگری و  خود مدیریتی در تیم‌های چابک نیز منجر به رضایت بیشتر کاری می‌شود [۹].

## اصول کاری در تیم‌های میان کارکردی (اسکرام)[۱۰]
- بالاترین اولویت برآوردن خواست مشتری از طریق تحویل سریع اولیه و بازاریابی مداوم که مشکلات را حل می‌کند و دست یابی به موفقیت‌های تجاری می‌باشد.
- استقبال از تغییرات: اعتقاد بر اینکه توانایی پاسخ سریع به تغییرات یک رویکرد رقابتی برای سازمان می‌باشد.
- مرور اهداف و استراتژی‌ها، به صورت ماهیانه یا هر دو تا سه هفته ترجیحاً با زمان‌بندی‌های کوتاه.
- تیم‌های عملیاتی و استراتژی باید با یکدیگر همکاری داشته باشند. در طول سال کارهای عملیاتی به اهداف و اهداف به استراتژی افزوده می‌شوند.
- موثرترین و بهینه‌ترین روش برای انتقال اطلاعات استراتژیک درون تیم گفتگوهای رو در رو و ساختار یافته و دوره ای است.
- برنامه‌های بازاریابی بزرگ، نیازمند همکاری نزدیک با افراد کسب و کار، فروش و توسعه است.
- ایجاد برنامه‌های بازاریابی سبب ایجاد انگیزه درافراد می‌شود. به آن‌ها فضا و پشتیبانی لازم داده و اعتماد می‌شود تا کار را خود را انجام دهند.
- یادگیری، از طریق حلقه بازخورد ساخت - یادگیری، مقیاس اصلی برای پیشرفت است.
- بازاریابی پایدار به تیم کمک می‌کند، سرعت و مسیر حرکت را ثابت نگه دارد.
- نگران شکست نبودن و در عین حال عدم تکرار دوبارهٔ اشتباهات منجر به شکست.
- توجه مداوم به اصول بازاریابی و طراحی خوب باعث افزایش چابکی می‌شود.
- حفظ سادگی و ثبات در مسیر ضروری است[۷].

## خلاصه مزایای رویکرد چابک[۱۱]
- انجام کار درست : به معنی آنکه بازاریابان بر روی نیازهای مشتریان متمرکز شوند تا قوانین و سلسله مراتب داخلی سازمان
- اجرای به موقع کارها : از طریق کوتاه کردن مراحل کاری و اولویت بندی کمپین‌ها و تلاش‌های صورت گرفته بازاریابتن می‌توانند به نیاز مشتریان به موقع پاسخ دهند.
- دستیابی به مشتری مناسب :  تیم‌هایی که همکاری میکنند و استراتژی‌های جمعی سبب هدف گرفته شدن مشتری مناسب در زمان مناسب با پیام مناسب می‌شود .
- بهینه سازی و بهبود : تکرار دوره‌ها سبب می‌شود تا درس‌های گرفته شده از اسپرینتهای قبلی در اسپرینت بعدی به کار گرفته شود و ادامه این شرایط منجر به بازگشت سریع سرمایه می‌شود .
- کسب نتایج تأثیرگذار از کانال‌های مختلف بازاریابی .

## هفت دلیل برای اینکه استارت آپ ها از بازاریابی چابک استفاده کنند .[۱۲]
1. کاهش ریسک : چون کمک می‌کند قبل از پیاده‌سازی کامل کمپین بازاریابی دربارهٔ آن اطلاعات بیشتری به دست آوریم .
2. نتایجی به دست می آورد که منجر به ایده‌های بهتر می‌شود .
3. همکاری و اعتماد را به وجود می آورد : کار تیمی قوی  بین افراد داخل و خارج شرکت ایجاد می‌کند .
4. فرهنگ کاری را تقویت می‌کند : حس فوریت را در میان تمامی پرسنل ایجاد می‌کند و آن‌ها را تشویق می‌کند کارهای خود را به درستی انجام دهند.
5. منجر به شفافیت و اعتماد بیشتر می‌شود چون   شرکای داخل و خارج شرکت به خوبی با  این موارد آشنا خواهند بود که در طول اجرای پروژه چه اتفاقاتی در داخل و خارج شرکت رخ می‌دهد - هر فردی مسئول چه کاری است  و هزینه مشتریان چگونه مصرف می‌شود .
6. با حداقل هزینه بیشترین بهره به دست میاید چون بر روی چیزی که مهم و تأثیرگذار است تمرکز ایجاد می‌شود .
7. از نتایج بلادرنگ و مبتنی بر داده استفاده می‌کند در نتیجه به کمک این نوع بازاریابی می‌توان از برندهای بزرگ سبقت گرفت .